# 크메르 물 축제

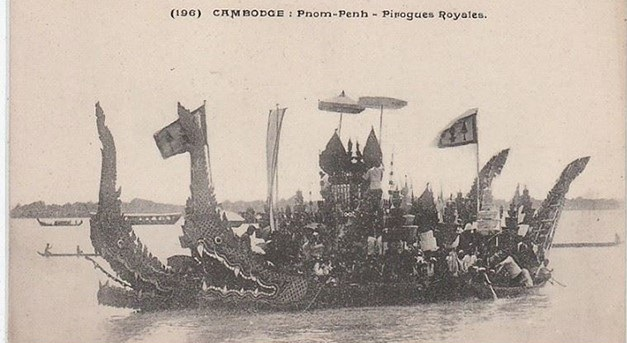

크메르 물 축제(Khmer Water Festival)는 캄보디아에서 열리는 물 축제이다. 매년 11월 각 지방에서 열리는 것도 있고, 프놈펜에서는 크게 열린다.
2010년 11월 23일, 캄보디아 프놈펜에서 열린 크메르 물 축제 폐막 행사에서 압사 사고가 발생해 최소한 300명이 사망했다.